# Karrasburg
Die Karrasburg ist eine mittelalterliche Wasserburg und zugleich der Name des städtischen Museums von Coswig, das nordwestlich von Dresden im sächsischen Landkreis Meißen liegt.
Der Name der Burg geht auf deren Erbauer die Ritter von Karras zurück.

## Geschichte
Um 1420 wurde das Rittergeschlecht der Karrasse, eines der reichsten Adelsgeschlechter im Kurfürstentum Sachsen, die Lehnsherren von Coswig. Im 15. Jahrhundert bewohnten die Karrasse in Coswig eine von einer Wallmauer und einem Wassergraben umgebene Burg. Nickel von Karras ließ für 750 rheinische Gulden im Jahre 1496 die heutige Alte Kirche errichten. Deren Eingangsportal zieren die Wappen derer von Karras und von Pöllnitz.
1556, nach dem Verkauf der Besitzung durch Hans und Georg Karras an Kurfürst August I. für 15.169 Gulden, 11 Groschen und 10 Pfennige wurde das Herrenhaus in ein Forsthaus umgewandelt, in dem die königlichen Förster wohnten. Ein Jahr später kaufte P. Körner das kurfürstliche Jagdhaus.
Darauf folgten weitere Verkäufe und Besitzerwechsel. So wurde im Jahr 1577 das Nebengebäude mit dem Wassergraben für 1.000 Gulden verkauft. Bis zum Umzug der Förster nach Kreyern im Jahr 1679 stammten die kurfürstlichen Jäger aus dieser Familie.
1688 ergab sich durch den Verkauf an Martin Schwedler ein Besitzerwechsel. 1706 ging das Anwesen an Hanns Christoph Körner. 20 Jahre später im Jahr 1726 kam zu einem Brand auf dem Gut.
Der Landrichter des Amtes Moritzburg, Christian Schubert, erwarb 1796 das renovierte Gebäude und das Grundstück. Dieser verkaufte 1828 das Grundstück und einen Teil der Ländereien für 4.200 Thaler an Dr. med. Heidenreich aus Radeburg. Im Jahr 1836 ging der Besitz als Erbe an seine Ehefrau Friederike Luise Heidenreich. Sie verkaufte es 1844 an Dr. Johann Michael Weise. Weise verkauft bereits ein Jahr später das Anwesen an Karl Gottfried August Thienemann für 5.150 Thaler. Carl August Wilhelm Thienemann, der Sohn von Karl, erbte nach dem Tod seines Vaters im Jahre 1873 den Besitz. Wegen beabsichtigter Vermietung wurde das Wohnhaus um- und ausgebaut. Die heutige Villa wurde 1897 gebaut, hierfür musste das alte Haus abgerissen werden. Die beiderseits liegenden Wirtschaftsgebäude wurden zu Wohnzwecken umgebaut. Spärliche Reste der alten Wehrmauern sind noch vorhanden. Im Jahr 1910 wurde die Thienemannschen Besitzungen, inklusive der Karrasburg, der Kirchstraße zugeordnet. 1919 verkaufte Thienemann einen Teil seines Besitzes. Das Anwesen mit seinem Park ging 1922 in den Besitz der Kötitzer Ledertuch- und Wachstuchwerke über. 1947 erfolgte eine Gewerbeanmeldung der Familie Wittke zur Taschenproduktion.

## Museum

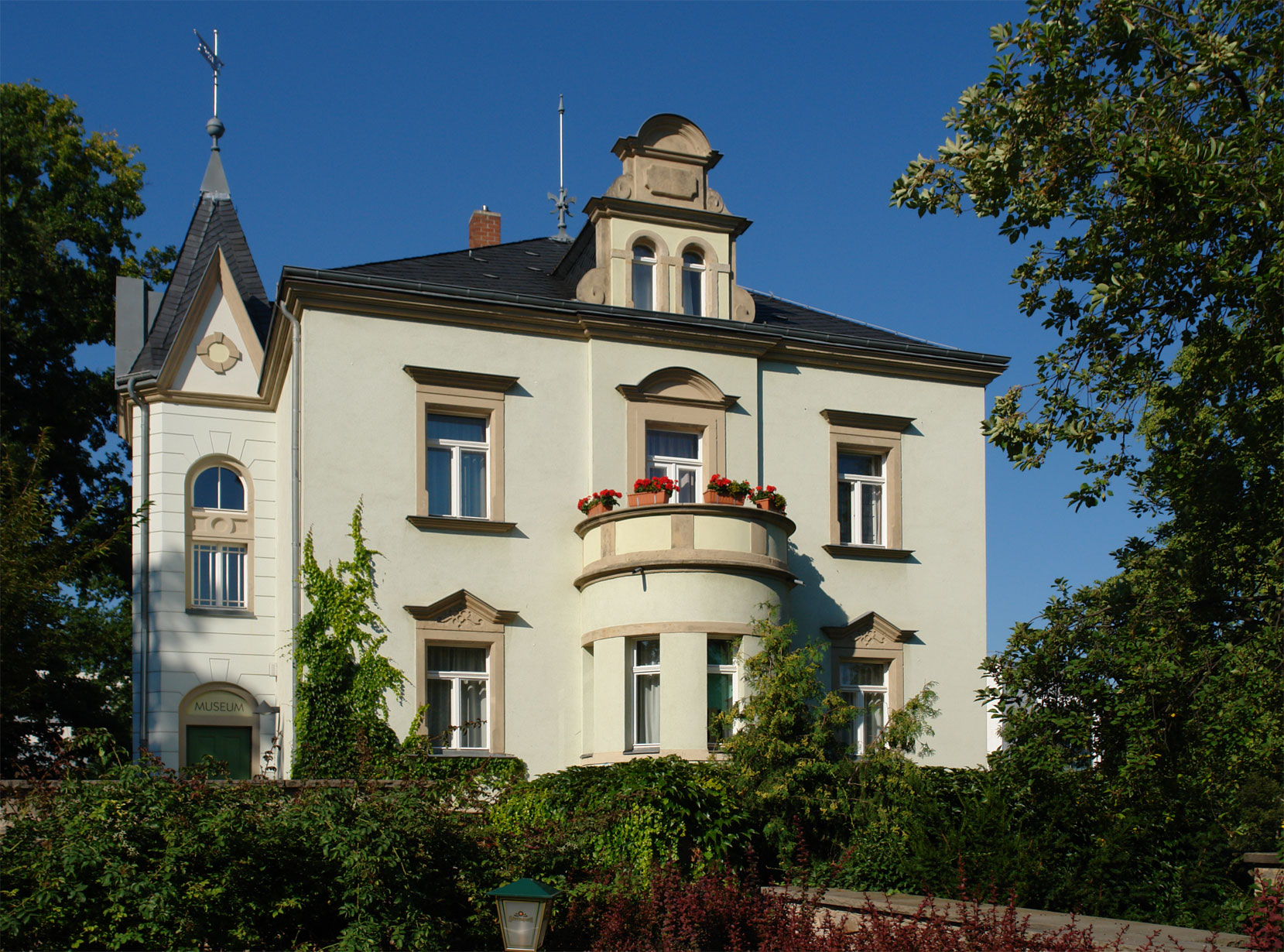
Museumsgebäude

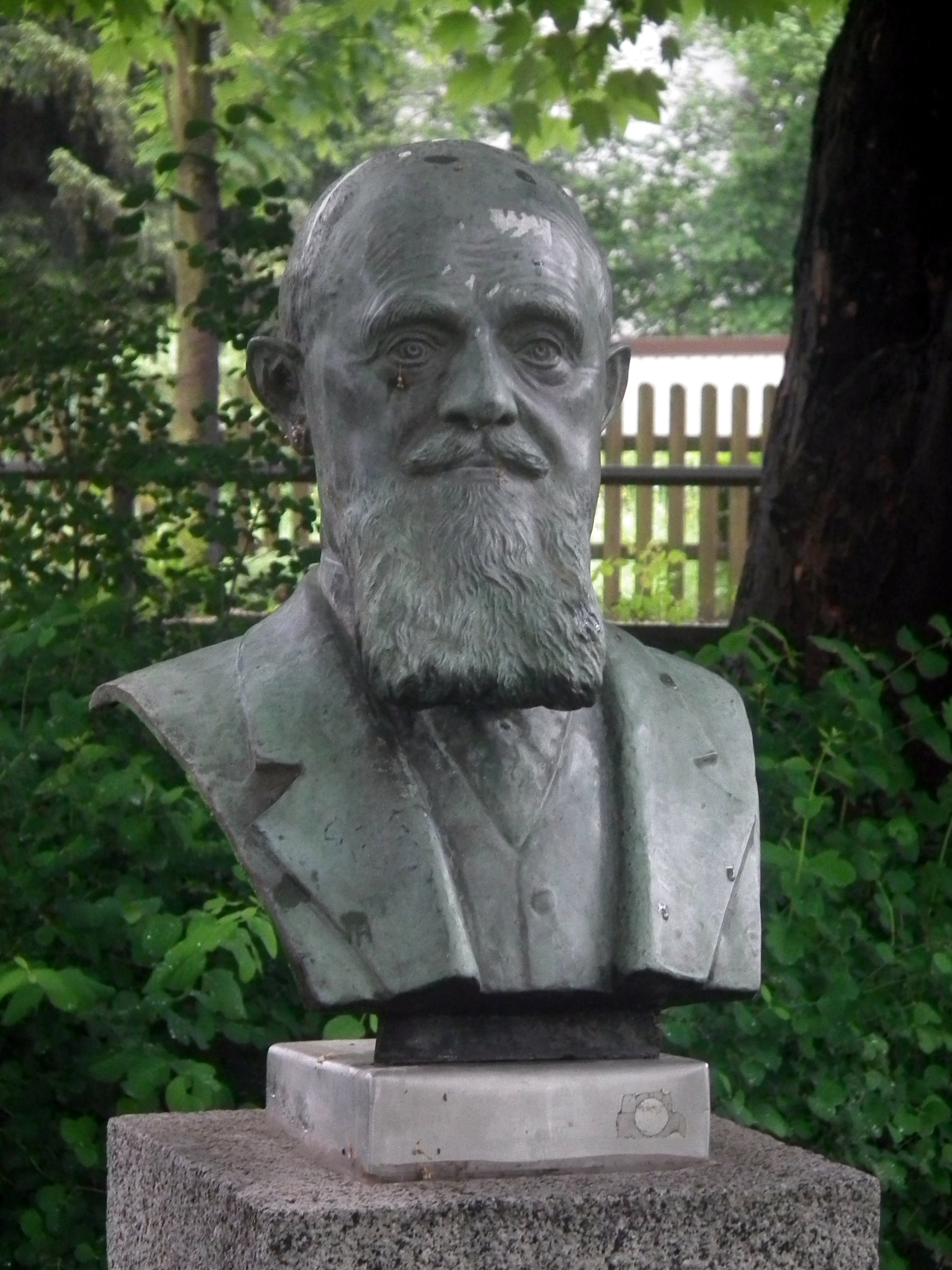
Denkmal für Carl Romer in den Grünanlagen vor der Karrasburg

Im Jahr 1904 gründete sich der „Verein für Volks- und Heimatkunde Coswig und Umgebung“, der sich mit der Chronik der Region befasste und mit der Sammlung volkskundlicher Gegenstände sowie ur- und frühgeschichtlicher Funde begann. Im Jahre 1937 übergab der Verein die Sammlung der Ortsbehörde, die sie zunächst im Sitzungssaal des damaligen Kötitzer Rathauses ausstellte. 1951 musste der Saal geräumt werden und das Museumsgut wurde notdürftig im Coswiger Schulhaus untergebracht. Der Rat der Stadt übernahm 1952 die Villa und richtete darin ein Jugendheim ein. Ende der 50er Jahre wurde das Gebäude dem VEG Nieschütz zur Nutzung überlassen. Im Wirtschaftsgebäude/Stallgebäude des Rittergeschlechtes der Karrasse, das sich unmittelbar neben der Karrasburg befindet, wurde 1957 das Heimatmuseum eingerichtet. Es ist heute eine Gaststätte. 1961 wurde die Villa Wohnheim für die Gärtnerlehrlinge und erhielt einen Anbau. Wegen Baufälligkeit musste das frühere Stallgebäude 1983 gesperrt werden. Neun Jahre später erfolgte eine Umlagerung des Museumsbestandes in die Kellerräume der ehemaligen Poliklinik. Im Jahr 1993 beschloss der Gemeinderat die denkmalgerechte Sanierung der Karrasburg und deren Nutzung durch das Schulamt und das Museum. Die Baumaßnahme wurde durch das Bund-Länder-Programm „Städtebauliche Erneuerung“ gefördert. Nach der denkmalgerechten Sanierung der Karrasburg von 1993 bis 1996 wurde die Karrasburg dem Museum Coswig zur Nutzung übergeben. Im Oktober 1996 wurde sie als neues Museum der Stadt Coswig eingeweiht. Nach dem Bau des neuen Coswiger Rathauses erhielt das Museum das Obergeschoss der Karrasburg zur Nutzung. Im Dezember 2000 konnte das Museum nach einem Umbau mit der erweiterten Dauerausstellung auf zwei Etagen wieder eröffnet werden.

## Baubeschreibung
Nur die alten Stützmauern der ehemaligen Wasserburg sind auch heute noch deutlich zu erkennen. Im Volksmund wird von unterirdischen Gängen von der Karrasburg zur Alten Kirche und sogar nach Scharfenberg berichtet. Bei Umbauten in früheren Jahren fanden sich aber lediglich Gewölbe, die aber ebenso der Unterkellerung der Gebäude gedient haben könnten.